# Bachpaulibach
Der Bachpaulibach ist ein fast 1,0 Kilometer langer rechter Nebenfluss des Liebochbaches in der Steiermark. Er entspringt nordwestlich des Hauptortes von Stiwoll und mündet nördlich davon in den Liebochbach.